# لایسلینگ
لایسلینگ (به آلمانی: Leißling) یک منطقهٔ مسکونی در آلمان است که در وایسنفلس واقع شده‌است.
 لایسلینگ  ۱٬۵۱۲ نفر جمعیت دارد.